# Bitwa nad rzeką Tollense
Bitwa nad rzeką Tollense – bitwa stoczona w epoce brązu, orientacyjnie pomiędzy latami 1300 i 1250 p.n.e. w dolinie rzeki Tollense na terenie dzisiejszych Niemiec (Meklemburgia-Pomorze Przednie). Żadne przekazy historyczne o niej nie są znane, zatem cała wiedza na jej temat pochodzi wyłącznie z badań archeologicznych na pobojowisku. Na podstawie przebadanego do 2017 roku fragmentu terenu badacze oceniają, że mogło w niej wziąć udział od 1000 do 4000 wojowników, z których nawet do 750 poległo. Są liczne poszlaki wskazujące na nielokalną genezę konfliktu i takież pochodzenie walczących.

## Odkrycie stanowiska

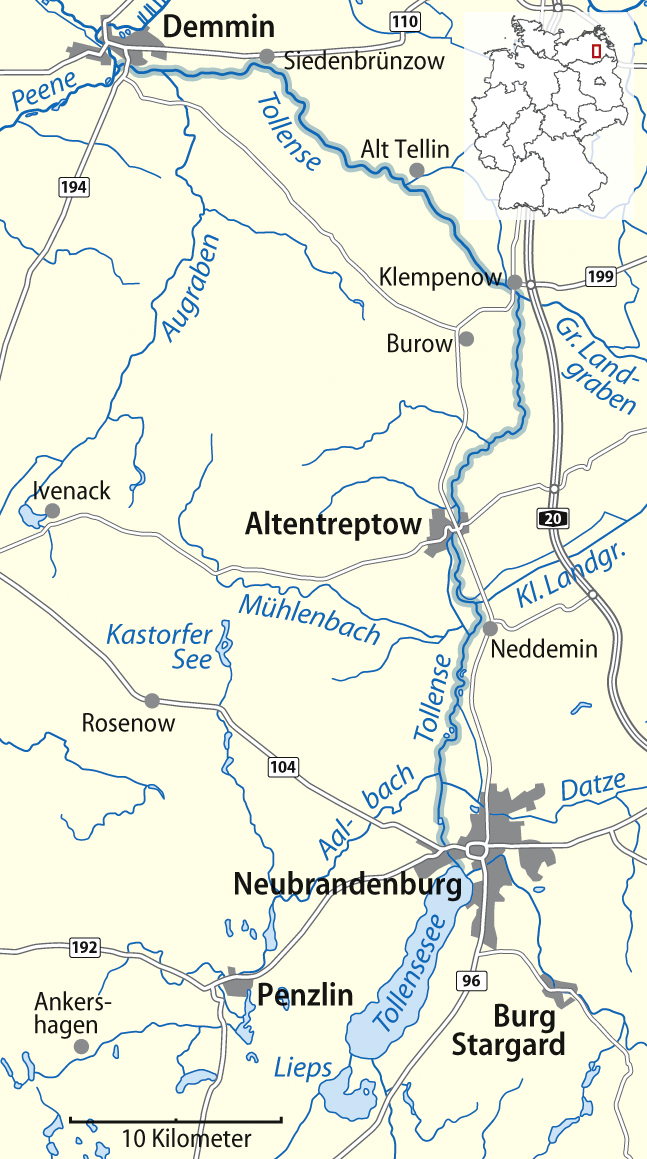
Mapa rzeki Tollense

Stanowisko zostało odkryte przez poszukiwacza amatora R. Borgwardta w 1996 roku na brzegu rzeki Tollense, na północ od Altentreptow we wsi Weltzin. Rozpoczęte badania wykopaliskowe ujawniły szczątki ludzkie na obszarze rozciągającym się ok. 2,5 kilometra wzdłuż koryta. Znajdowano je zarówno tkwiące w brzegu pod darnią, wypłukane na dnie rzeki oraz na łące wśród materiału pozostałego po wcześniejszym pogłębianiu koryta. Analizy śladów obrażeń na elementach szkieletów, ich charakterystyka demograficzna oraz inne cechy prowadzą do wniosku, że są one szczątkami ludzi poległych w czasie bitwy. W dolinie Tollense już wcześniej, od lat 80. XX wieku, znajdowano liczne przedmioty z okresu brązu, głównie przy okazji prac hydrotechnicznych. Były wśród nich noże, groty strzał i włóczni, toporek, ostrze sztyletu i mały fragment miecza, wszystkie wykonane z brązu. Odkryto również brązowe ozdoby. Znaleziono wówczas także pewną liczbę szczątków ludzkich.

## Miejsce bitwy
Rzeka Tollense w miejscu znalezienia szczątków płynie doliną o szerokości wahającej się od 250 do 500 metrów. Ma ona charakter polodowcowy, jest wcięta głęboko w równinę morenową. Podniesienie się lustra wód podziemnych około 1200 lat przed naszą erą spowodowało rozwój w niej mokradeł i torfowisk. Rzeka meandrowała wtedy korytarzem o szerokości około 100 metrów wzdłuż współczesnego koryta, jednak była wówczas dużo płytsza i szersza niż dziś. Dolinę otaczały lasy liściaste, z niewielkimi śladami działalności ludzkiej, choć analiza pyłkowa wskazuje na uprawę zbóż w okolicy.
Około 1 km na południe od stanowiska nazwanego Weltzin 20, w miejscu przewężenia doliny, pomiędzy stanowiskami Weltzin 13 i Kessin 12, odkryto istotny element obrazu pola bitwy. Znajdowane w tym rejonie szczątki ludzkie, zwierzęce i fragmenty ceramiki datowano od neolitu aż po średniowiecze, co wskazywało, że było to miejsce pozwalające na dogodną przeprawę przez rzekę. W 2008 roku znaleziono w tym miejscu w nurcie rzeki pal z dębu, którego moment ścięcia wydatowano metodą dendrochronologiczną na rok 1301 p.n.e.
Po ponownym odnalezieniu tego miejsca, bardziej dokładne poszukiwania w okolicy ujawniły więcej pali oraz pozostałości konstrukcji mostu lub pomostu tkwiące we wschodnim brzegu rzeki. Elementy drewniane dały się datować metodami dendrochronologicznymi na od XII do XIV w. p.n.e. W bezpośredniej okolicy znaleziono artefakty z III okresu kultury nordyjskiej, a zatem zgodne pod tym względem z datowaniem bitwy. Były wśród nich grot strzały z tuleją, siekierka brązowa typu palstave i ozdoby brązowe: fibule i bransolety.
Następnie metodami geofizycznymi zlokalizowano na tarasie zalewowym na wschód od rzeki pozostałości struktury prostopadłej do koryta Tollense: nasypu bądź grobli. 150 metrów od rzeki tworzyły ją dwie linie kamieni flankujące nawierzchnię skonstruowaną z elementów drewnianych ułożonych wzdłużnie (nieliczne elementy drewniane ułożono poprzecznie), pokrytą piaskiem i darnią. Około 80 metrów dalej na zachód w stronę rzeki, rolę stabilizującą zamiast kamieni przejmowały paliki drewniane, a pokrycie piaskowo-darniowe stawało się bardzo masywne. Datowania dendrochronologiczne i radiowęglowe wskazują, że budowla ta powstała w XIX w. p.n.e., a wprost na niej leżały szczątki konia, które z kolei udało się datować na XIII w. p.n.e., co wskazuje na jej wykorzystanie w okresie, gdy rozegrała się bitwa.
Najbliższe znane naukowcom duże osiedle współczesne bitwie położone było 350 kilometrów na południowy wschód.

## Strony walczące
Do 2015 przebadano około 450 m² pobojowiska, co zdaniem badaczy stanowi maksymalnie 10% całej jego powierzchni, znajdując szczątki co najmniej 130 ludzi i 5 koni. Pozwala to orientacyjnie oceniać liczbę uczestników bitwy, przy czym różne źródła podają liczby od 2000 do nawet 4000 walczących. Najostrożniejsza jest publikacja, podająca liczby od 2000 do 1000, tę ostatnią przy założeniu śmierci aż około 50% walczących, co oznaczałoby całkowitą klęskę jednej ze stron konfliktu i masakrę jej wojowników.
Większość (być może nawet wszystkich) poległych stanowili młodzi mężczyźni, w przedziale wiekowym od 20 do 30 lat. Spośród nich u 27% zidentyfikowano zaleczone rany z poprzednich walk. Wskazuje to, zdaniem archeologów, że wśród walczących byli zawodowi wojownicy.
Analizy polimorfizmu DNA i zawartości izotopów strontu, węgla i azotu w zębach interpretowano jako wskazówkę, że wielu z poległych najprawdopodobniej pochodziło z obszarów odległych bądź bardzo odległych od Tollense, nawet spoza Niziny Środkowoeuropejskiej. Niektórzy z nich dawali się w ten sposób powiązać z dzisiejszymi południowymi Europejczykami oraz ludźmi mieszkającymi we współczesnej Polsce i Skandynawii. Ostrożniejsza jest późniejsza publikacja, która wskazuje na zróżnicowanie walczących co do pochodzenia i diety. To, że badania wskazują na spożywanie przez niektórych z nich prosa nie traktuje jednak jako dowodu na ich pochodzenie z południa, bo ziarna tego zboża znaleziono w Meklemburgii-Pomorzu Przednim w osadzie z okresu brązu, datowanej na XV w. p.n.e.; znane są także pochówki z tego terenu i okresu z analogicznymi wynikami analiz izotopowych. Zgadza się jednak, w oparciu o samą liczbę walczących, że nie mógł to być czysto lokalny konflikt i proponuje dalsze badania, które powinny rzucić dodatkowe światło na to zagadnienie. Wyniki badań opublikowane w 2019 opierających się na składzie izotopów strontu, ołowiu, tlenu i węgla pozwoliły wyróżnić dwie główne grupy poległych w dolinie Tollense. Grupa lokalna jest raczej jednorodna pod względem proweniencji i diety. Grupa nielokalna wydaje się bardziej zróżnicowana, co sugeruje raczej mieszaną grupę środowisk. Początki grupy nielokalnej są trudne do wyodrębnienia pod względem dostępnych danych izotopowych. Szeroko zmienne sygnatury izotopowe niektórych nielokalnych osób sugerują, że grupa nielokalna obejmowała zróżnicowaną grupę wojowników. Brak wyników stosunku zawartości izotopów 87Sr/86Sr powyżej 0,720 sugeruje, że wojownicy nie pochodzili z Półwyspu Skandynawskiego. Chociaż nie jest możliwe ustalenie pochodzenia nielokalnych poległych, większość dowodów wskazuje na tereny współczesnych Czech jako prawdopodobną lokalizację.

## Wyposażenie i uzbrojenie
Razem ze szczątkami ludzkimi znaleziono łącznie trzy maczugi drewniane, w tym jedną w kształcie kija baseballowego, a drugą przypominającą młot do gry w krokieta. Znaleziono także groty strzał z krzemienia i brązu (z wyjątkiem jednej wszystkie z tulejami) oraz ozdoby metalowe, w tym pierścienie z brązu (cztery), cyny (dwa) i złota (jeden) oraz szpile do odzieży. Domniemywa się, że broń znajdowana w materiale wydobywanym z koryta w czasie dawniejszych prac pogłębiających też jest związana z pobojowiskiem. Wskazują na to także wyniki datowań radiowęglowych pozostałości drzewców strzał zachowanych w niektórych tulejach grotów.
Ozdoby i broń należą zarówno do typów lokalnych, jak też importowanych. Znaleziona siekierka typu palstave, miecz i szpile wskazują na ich pochodzenie z terenów bardziej na południe bądź południowy wschód od miejsca walki. Podobnie za pochodzące z południa bądź co najmniej powstałe pod wpływami południowymi uznaje się groty strzał z tulejami, które generalnie są tym rzadszym znaleziskiem w Niemczech im bardziej na północ położone jest stanowisko. Obiekty te odpowiadają typologicznie III okresowi kultury nordyjskiej.
Oprócz szczątków ludzkich odnaleziono także kości co najmniej pięciu koni, co wskazuje, że były one używane przez walczących albo jako zwierzęta wierzchowe, albo juczne.

## Przebieg bitwy

Położenie zidentyfikowanych śladów ran na kościach znalezionych na pobojowisku

Wyniki datowania metodą radiowęglową bardzo wielu znalezionych kości ludzkich wskazują, że bitwa stoczona została pomiędzy 1300 a 1250 rokiem przed naszą erą, co lokuje ją w II/III okresie kultury nordyjskiej.
Elementami badań dążących do rekonstrukcji przebiegu bitwy były analizy śladów pozostawianych na kościach przez zadawane rany. Wykonywano badania struktury kości i poszukiwano śladów gojenia. Badacze wykonali także repliki broni wykorzystywanych w tym okresie i badali eksperymentalnie ślady jakie zostawiały one na kościach tusz świńskich. Dzięki temu możliwe było identyfikowanie typu broni użytej w wypadku nawet drobnych śladów na kościach ludzkich. Wykonano dzięki temu dokładną statystykę zidentyfikowanych obrażeń uwzględniającą narzędzie, kierunek zadania i lokalizację rany. Jest przy tym jasne, że liczne nawet śmiertelne rany nie pozostawiły widocznych śladów na kościach.
Pierwsze oceny sugerowały, na podstawie domniemanych śladów gojenia ran, nawet kilka tygodni starć. Późniejsze badania tych samych kości wykazały jednak, że oznak gojenia w istocie nie ma. Konsekwentnie uznaje się, że walka najprawdopodobniej trwała jeden do najdalej kilku dni.
Ślady obrażeń na szkieletach wskazują, że wielokrotnie walka toczyła się w bezpośrednim zwarciu, twarzą w twarz. Jednak niektórzy wojownicy zapewne uciekali z pola bitwy, bo zostali zabici ciosami zadanymi od tyłu lub z dołu. Są także szczątki ze śladami trafień strzałami z łuku, a nawet z nadal tkwiącymi w kościach grotami z krzemienia i brązu.
Wedle hipotez ostrożnie formułowanych w oparciu o stan wiedzy z 2017 roku, przebieg bitwy mógł być następujący: liczna grupa uzbrojonych mężczyzn próbowała przeprawić się przez rzekę po grobli i (być może) moście. Zostali oni powstrzymani siłą, a po tym początkowym etapie bitwy pozostały kości ze śladami obrażeń w okolicy drogi. Następnie walka przeniosła się w dół rzeki, a istotną rolę w niej odgrywali łucznicy, o czym świadczą liczne groty strzał znalezione poniżej przeprawy. Jednak walka w podmokłej, grząskiej i porośniętej dolinie rzeki była trudna. Próby przekroczenia rzeki w innych miejscach nie powiodły się, z powodu obrony albo uniemożliwiających to warunków terenowych. Wydaje się, że niektórzy wojownicy zostali zabici w rzece, bądź do niej wrzuceni. Ostatnia faza bitwy rozegrała się na stożku napływowym, będącym dzisiaj stanowiskiem Weltzin 20. Stabilniejszy grunt spowodował, że walka tam była bardzo intensywna, w zwarciu z wykorzystaniem pałek i sztyletów. Wskazuje na to szczególnie duża liczba kości ze śladami śmiertelnych obrażeń. Łucznicy dalej ostrzeliwali walczących, być może także ze wzniesionych brzegów doliny. Ich ofiarami padali także uciekający z pola walki, o czym świadczą liczne rany od strzał zadane z tyłu. Jest możliwe, że stożek ten stanowił ostatnią redutę obrony przegrywających, którzy nie mieli stamtąd gdzie dalej się cofać. W tej okolicy znaleziono większość szczątków koni, ale ich rola jest trudna do ustalenia na podstawie dotychczasowych znalezisk. Są one nieliczne i dotąd nie znaleziono na nich śladów walki.
Nie wiadomo (stan na 2017), czy po bitwie rozegrały się jakieś rytuały bądź egzekucje wziętych do niewoli. Na pewno na pobojowisku leżały setki zwłok ludzkich. Te dostępne dla zwycięzców niewątpliwie obrabowano. Nie znaleziono dotąd śladów po celowym przemieszczaniu bądź przykrywaniu ciał, ale bardzo niewiele z nich ma ślady po żerowaniu padlinożerców, więc prawdopodobnie coś je przed nimi chroniło. Mogła to być także woda albo lód. Niektóre ciała od razu zatonęły w wodzie, co ochroniło je przed obrabowaniem i padlinożercami.
Analizy stanu kości i ich wymieszania wskazują, że rozkład ciał następował w płynącej wodzie, a badanie osadów, w których je znaleziono pokazuje, że ostatecznie zdeponowane zostały w strefie stojącej lub prawie stojącej wody.
Zaproponowana została także koncepcja, wedle której na świeżym pobojowisku odprawione zostały jakieś rytuały połączone ze złożeniem ofiar z elementów uzbrojenia.

## Znaczenie odkrycia
Odkrycie w północnej Europie pobojowiska tak wielkiej bitwy z tak odległych czasów jest bardzo znaczące. Pismo na tych terenach nie było wówczas jeszcze znane, więc przekazy historyczne o niej nie istnieją. Wcześniejszy pogląd na dzieje Europy na północ od Alp nie wskazywał na możliwość toczenia konfliktów zbrojnych o tej skali, w dodatku z udziałem zawodowych wojowników. Badacze spekulują, że działał tu mechanizm podobny do opisanego przez Homera w odniesieniu do wojny trojańskiej, która zapewne toczyła się około 100 lat później niż bitwa nad Tollense: gromadzenie się niewielkich, pochodzących z różnych okolic grup wojowników w większą siłę dla osiągnięcia wspólnego celu.